# Håkan Arvidsson
Håkan Arvidsson, född 14 april 1953, är en svensk fotbollsspelare och idrottsledare.

## Biografi
Arvidsson är äldre bror till fotbollsspelaren Magnus Arvidsson.

## Karriär
Håkan Arvidsson gjorde sju säsonger i Östers IF och sju i Kalmar FF. Under dessa år var han med om att vinna två SM-guld och två cup-guld.  Under sin aktiva karriär var han ofta lagkapten. Mellan 1969 och 1993 spelade Håkan i samtliga landslag från juniorlandslaget till A-landslaget, vid flera tillfällen som lagkapten. Han har gjort 25 A-landskamper, varav 17 officiella, och blev 1979 Stor Grabb nr 255. Med landslagen, Öster och Kalmar FF har han spelat cirka 160 internationella matcher. Han har också erfarenhet från brottning på yttersta elitnivå.
I slutet av 2006 tillträdde han som sportchef i Östers IF.